# Kellie Castle
Kellie Castle er en borg lige uden for Arncroach nedenfor den stor bakke i området Kellie Law. Den ligger omkring 4 km nord for Pittenweem i East Neuk i Fife, Skotland.
Borgen kan føres tilbage til 1150, men den ældste del af bygningerne er fra omkring 1360. Interiøret stammer fra 1800-tallet.
Den har været ejet af National Trust for Scotland siden 1970.